# Hemiteles cylindrithorax
Hemiteles cylindrithorax là một loài tò vò trong họ Ichneumonidae.